# Zemské volby v Sasku 2024
Zemské volby v Sasku v roce 2024 se konaly v neděli 1. září. Od znovusjednocení Německa v roce 1990 byly v pořadí 8. volbami do Saského zemského sněmu sídlícího v Drážďanech. Volilo se 120 poslanců a volební účast dosáhla 74,4 %, což je nejvyšší výsledek od znovusjednocení Německa. Vítězem voleb se stala CDU se ziskem 31,9 % hlasů a 41 poslaneckých mandátů.

## Volební systém
Podle článku 43 odstavce 1 věty 1 Ústavy Svobodného státu Sasko se zemský sněm volí na pět let. Dále § 16 odstavec 2 věta 1 saského volebního zákona stanoví, že volební den se musí konat nejdříve 58 a nejpozději 60 měsíců po začátku volebního období. Saská zemská vláda stanovila koncem června 2023 jako termín voleb 1. září 2024. Termín potvrdil saský zemský sněm 28. června 2023. Ve stejný den se konaly také zemské volby v Durynsku.
Zemský sněm má 120 členů bez jakýchkoli převisů a kompenzačních mandátů. Každý volič má dva hlasy, přímý hlas a hlas pro kandidátku, které odpovídají prvnímu a druhému hlasu ve federálním volebním zákoně. V každém ze 60 volebních obvodů je zvolen kandidát s největším počtem přímých hlasů. Celkových 120 mandátů je rozděleno proporcionálně podle Sainte-Laguëovy metody (v zemských volbách v roce 2019 byla použita D'Hondtova metoda) podle hlasů na kandidátní listině mezi strany, které získají alespoň 5 % hlasů, anebo získají nejméně dva přímé mandáty.
Pokud strana obdrží méně mandátů ve volebních obvodech, než na které má v součtu nárok, budou jí zbývající mandáty přiděleny prostřednictvím kandidátní listiny v pořadí tam uvedeném. Na přímo zvolené kandidáty pak nebude brán zřetel. Pokud strana získá ve volebních obvodech více přímých mandátů, než jaké jí podle poměrného rozdělení hlasů přísluší, zůstávají jí tyto mandáty (přesahující mandáty). Ostatní strany dostávají kompenzační mandáty. Kompenzačních mandátů nesmí být více než převislých mandátů.

## Předvolební dění
Do 8. zemských voleb v Sasku do 66. dne před termínem voleb přihlásilo své kandidátní listiny celkem 19 stran. Přibližně 3,2 milionu oprávněných voličů vybíralo v 60 volebních okresech ze 716 kandidátů. Dosavadní předseda Saského zemského sněmu Matthias Rößler se rozhodl, že z důvodu věku již kandidovat nebude.

### Předvolební průzkumy
| Institut                | Datum      | CDU    | AfD    | Die Linke | Zelení | SPD   | FDP   | FW    | BSW    | Ostatní |
| ----------------------- | ---------- | ------ | ------ | --------- | ------ | ----- | ----- | ----- | ------ | ------- |
| Zemské volby 2024       | 01.09.2024 | 31,9 % | 30,6 % | 4,5 %     | 5,1 %  | 7,3 % | 0,9 % | 2,3 % | 11,8 % | 5,6 %   |
| Forsa                   | 30.08.2024 | 33 %   | 31 %   | 3 %       | 6 %    | 7 %   | —     | —     | 12 %   | 8 %     |
| Forschungsgruppe Wahlen | 29.08.2024 | 33 %   | 30 %   | 4 %       | 6 %    | 6 %   | —     | —     | 12 %   | 9 %     |
| INSA                    | 24.08.2024 | 30 %   | 32 %   | 4 %       | 5 %    | 6 %   | —     | 3 %   | 15 %   | 5 %     |
| Forschungsgruppe Wahlen | 23.08.2024 | 33 %   | 30 %   | 4 %       | 6 %    | 7 %   | —     | —     | 11 %   | 9 %     |
| Infratest dimap         | 22.08.2024 | 31 %   | 30 %   | 4 %       | 6 %    | 7 %   | —     | —     | 14 %   | 8 %     |
| Forsa                   | 20.08.2024 | 33 %   | 30 %   | 3 %       | 6 %    | 6 %   | —     | —     | 13 %   | 9 %     |
| INSA                    | 16.08.2024 | 29 %   | 32 %   | 5 %       | 5 %    | 5 %   | 2 %   | 4 %   | 15 %   | 3 %     |
| Forschungsgruppe Wahlen | 09.08.2024 | 34 %   | 30 %   | 4 %       | 6 %    | 6 %   | —     | —     | 11 %   | 9 %     |
| Infratest dimap         | 20.06.2024 | 29 %   | 30 %   | 3 %       | 7 %    | 7 %   | —     | —     | 15 %   | 9 %     |
| INSA                    | 19.06.2024 | 30 %   | 32 %   | 4 %       | 5 %    | 5 %   | 2 %   | —     | 15 %   | 7 %     |
| INSA                    | 19.03.2024 | 30 %   | 34 %   | 5 %       | 5 %    | 6 %   | 2 %   | 3 %   | 11 %   | 4 %     |
| Infratest dimap         | 25.01.2024 | 30 %   | 35 %   | 4 %       | 7 %    | 7 %   | —     | —     | 8 %    | 9 %     |
| Forsa                   | 11.01.2024 | 30 %   | 34 %   | 6 %       | 8 %    | 7 %   | 3 %   | 3 %   | 4 %    | 5 %     |
| INSA                    | 31.08.2023 | 29 %   | 35 %   | 9 %       | 6 %    | 7 %   | 5 %   | —     | —      | 9 %     |
| INSA                    | 07.04.2022 | 25 %   | 28 %   | 9 %       | 9 %    | 12 %  | 7 %   | 3 %   | —      | 7 %     |
| Infratest dimap         | 24.02.2022 | 27 %   | 24 %   | 10 %      | 8 %    | 13 %  | 7 %   | 3 %   | —      | 8 %     |
| INSA                    | 17.09.2021 | 31 %   | 26 %   | 11 %      | 7 %    | 11 %  | 8 %   | —     | —      | 6 %     |
| Infratest dimap         | 20.08.2021 | 35 %   | 21 %   | 10 %      | 7 %    | 11 %  | 6 %   | 4 %   | —      | 6 %     |
| INSA                    | 16.08.2021 | 34 %   | 25 %   | 13 %      | 7 %    | 8 %   | 8 %   | —     | —      | 5 %     |
| INSA                    | 25.05.2021 | 24 %   | 26 %   | 11 %      | 13 %   | 6 %   | 12 %  | —     | —      | 8 %     |
| INSA                    | 04.01.2021 | 34 %   | 26 %   | 11 %      | 10 %   | 7 %   | 5 %   | —     | —      | 7 %     |
| INSA                    | 08.07.2020 | 36 %   | 26 %   | 11 %      | 10 %   | 7 %   | 4 %   | —     | —      | 6 %     |
| Zemské volby 2019       | 01.09.2019 | 32,1 % | 27,5 % | 10,4 %    | 8,6 %  | 7,7 % | 4,5 % | 3,4 % | —      | 5,8 %   |

### Volební lídři
Následující přehled uvádí kandidáty (abecedně dle příjmení) na první pozici těch volebních stran, které byly zastoupené ke dni voleb v zemském sněmu, anebo měly šanci na zisk mandátů ve volbách.

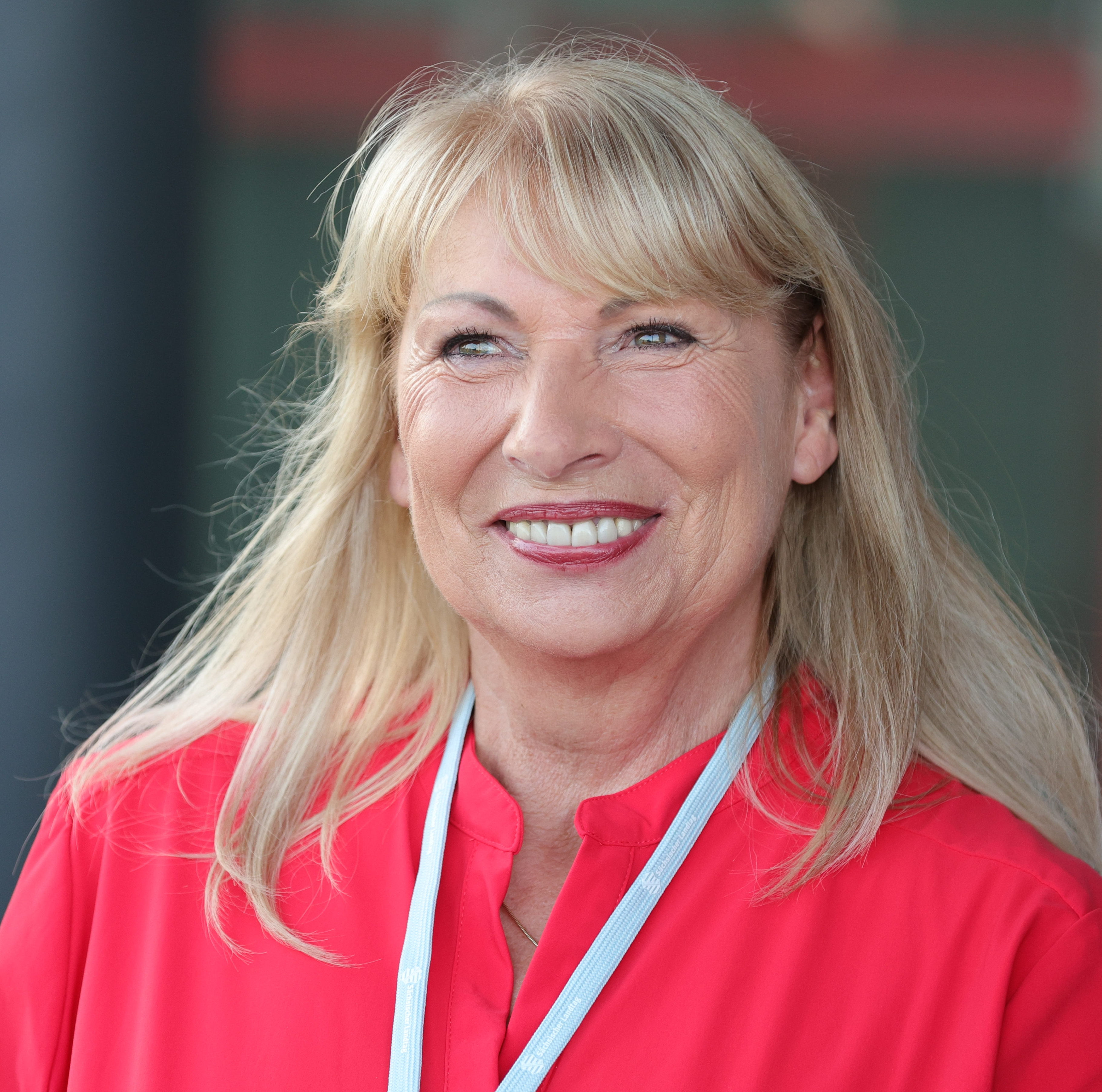
Petra Köppingová SPD
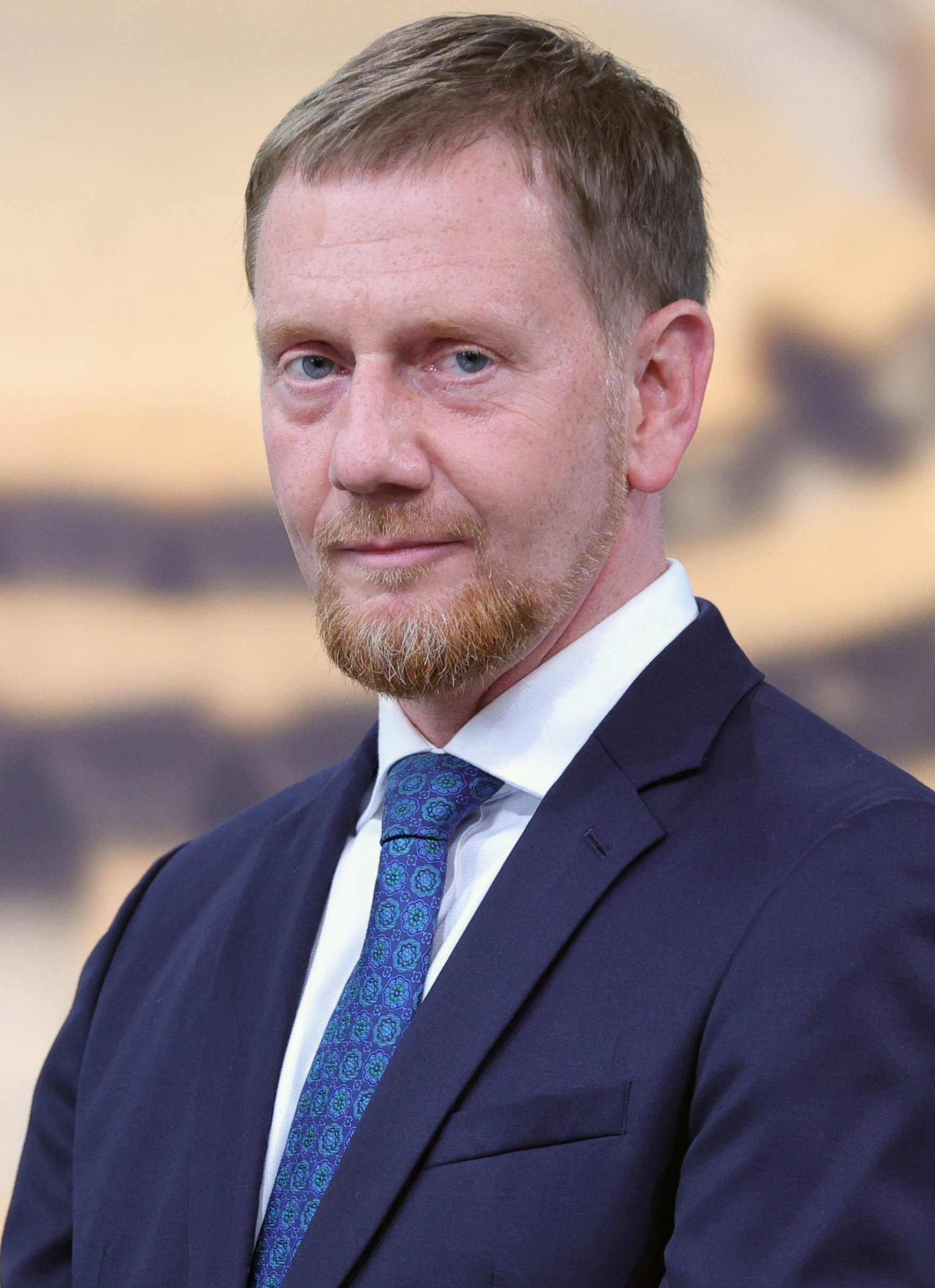
Michael Kretschmer CDU
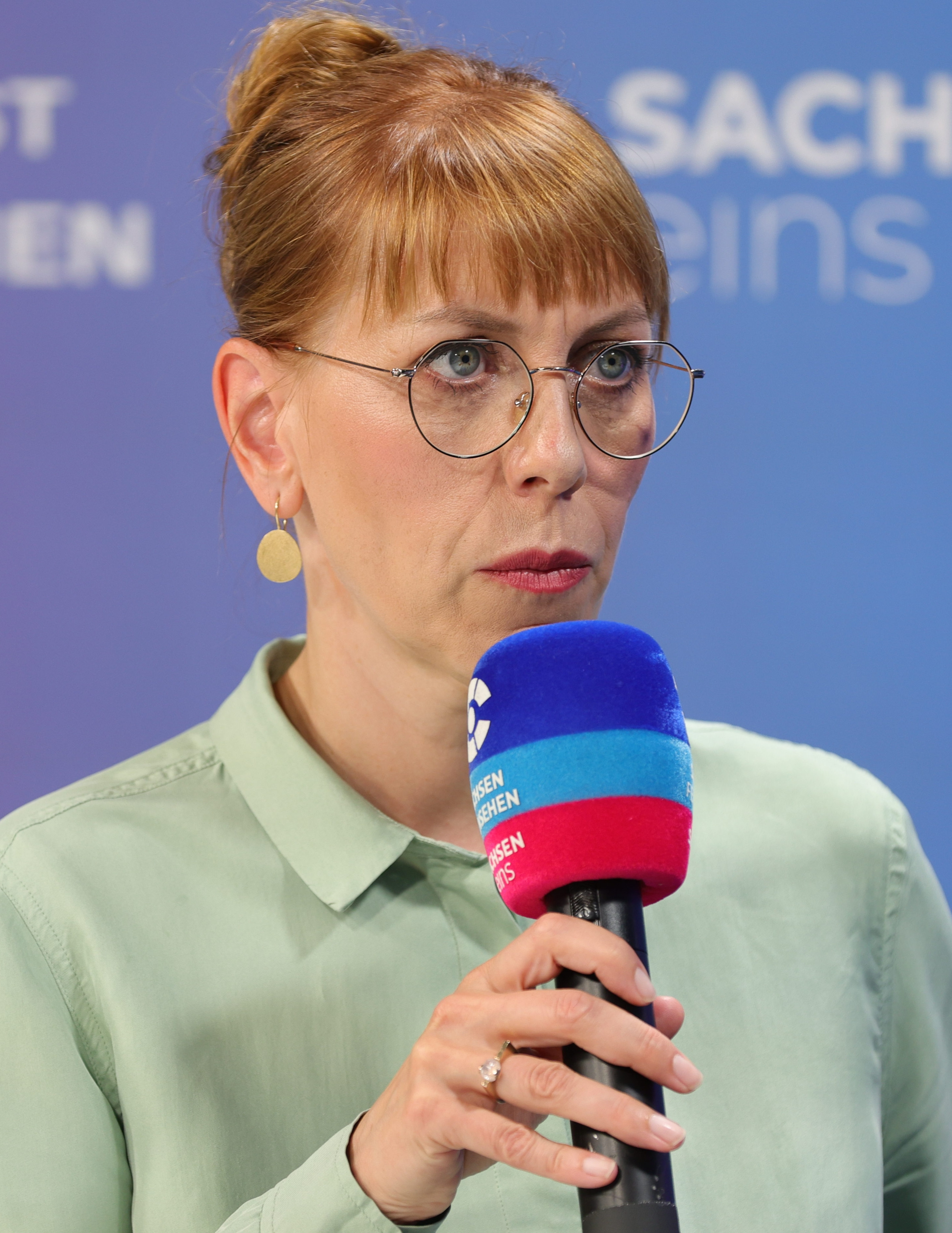
Katja Meierová Zelení
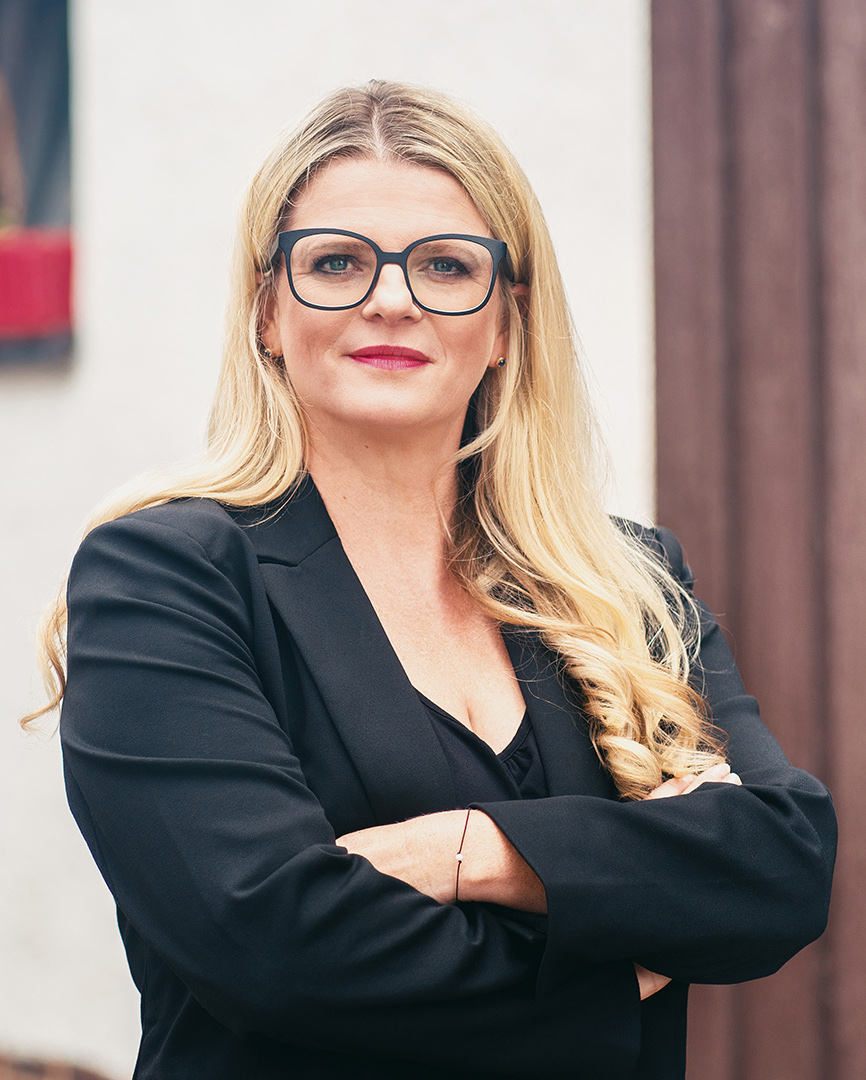
Susanne Schaperová Levice
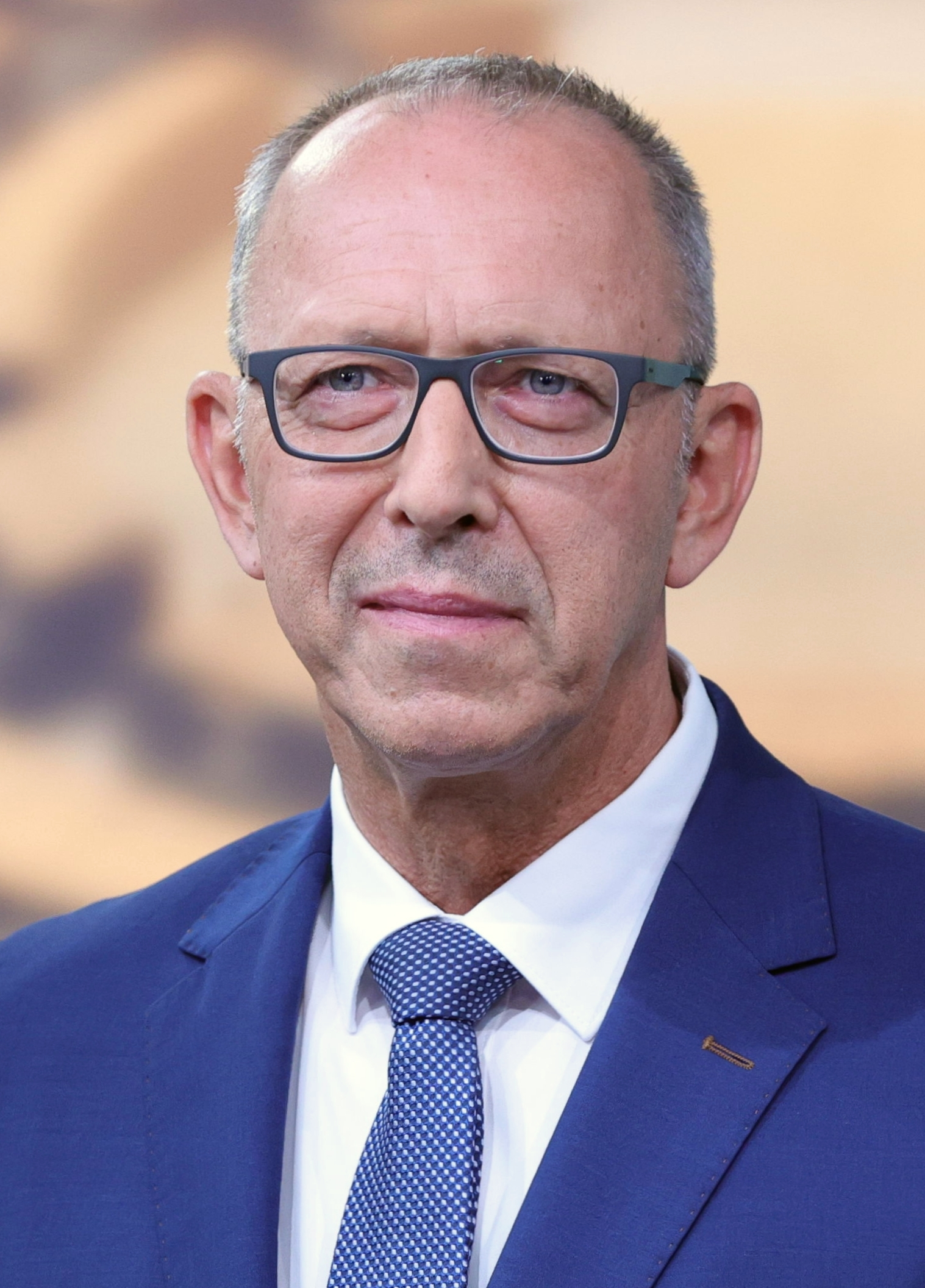
Jörg Urban AfD
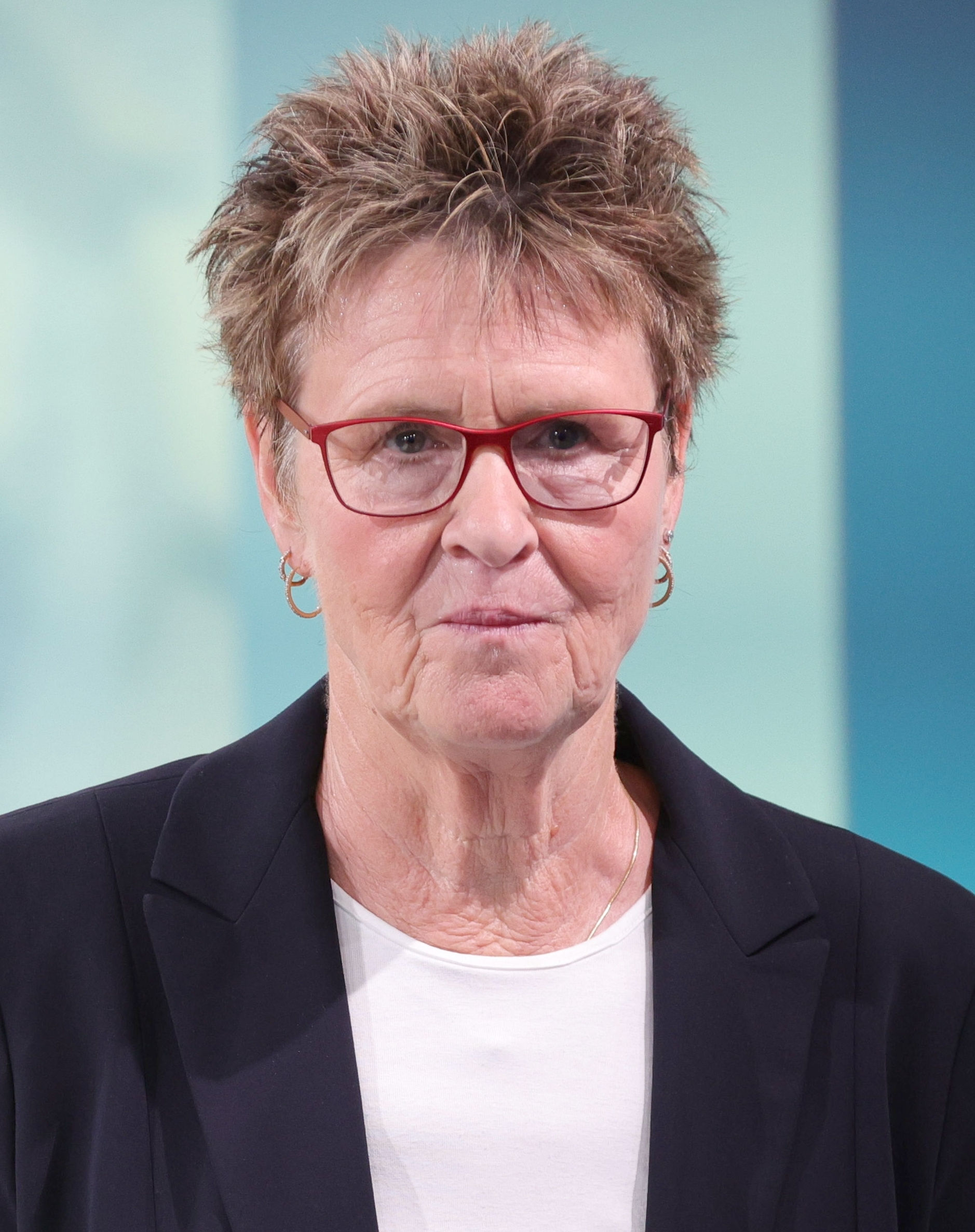
Sabine Zimmermannová BSW

## Výsledky voleb

První hlasy (přímé mandáty) podle volebních okrsků

Druhé hlasy (kandidátní listiny) podle volebních okrsků

Po uzavření volebních místností v 18 hodin zveřejnil zpravodajský server MDR.de první odhady volebních výsledků. Podle nich zvítězila CDU se ziskem 31,5 % následovaná AfD s 30,0 %. Do zemského sněmu dále měly být zvoleny strany BSW s 12,0 %, SPD s 8,5 % a těsně také Zelení s 5,5 % hlasů. Předpokládaná volební účast měla být 73,5 %.
Konečné výsledky byly zveřejněny těsně po půlnoci z 1. na 2. září. Zemské volby vyhrála CDU se ziskem 31,9 % hlasů a 41 poslaneckých mandátů, těsně ji následovala AfD s 30,6 % hlasů a 40 mandáty. Do zemského sněmu byly dále zvoleny BSW s 11,8 % hlasů a 15 mandáty, SPD s 7,3 % hlasů a 10 mandáty, Zelení s 5,1 % hlasů a 7 mandáty, Die Linke s 4,5 % hlasů a 6 mandáty a FW s 2,3 % hlasů a jedním mandátem. Levice a Svobodní voliči nepřekročili hranici 5 %, ale získali poslanecké mandáty v přímé volbě. Dosavadní zemský premiér Michael Kretschmer byl zvolen ve svém volebním okrese v přímé volbě, zatímco ministři jeho vlády Armin Schuster (CDU), Wolfram Günther (Zelení) či Martin Dulig (SPD) v přímé volbě neuspěli.
Dosluhující vládní koalice CDU, SPD a Zelených (tzv. keňská koalice) získala 58 poslaneckých mandátů a neměla tak minimální potřebnou většinu 61 poslanců. Pro sestavení většinové vlády tak připadala možnost koalice CDU, BSW a SPD (tzv. ostružinová koalice) s 66 poslanci, kterou preferoval Michael Kretschmer, či koalice CDU, BSW a Zelených s 63 poslanci. Koalici CDU a AfD či AfD s BSW opakovaně vyloučili jak představitelé CDU, tak BSW, Michael Kretschmer dále vyloučil možnost menšinové vlády CDU.
Ustavující schůze 8. volebního období Saského zemského sněmu se sešla 1. října 2024. Předsedou sněmu byl poměrem hlasů 97 ze 119 zvolen Alexander Dierks (CDU). Výsledkem povolebních vyjednávání se stala menšinová vláda CDU a SPD – v pořadí již třetí vláda Michaela Kretschmera.
| Strana | Strana | Přímé hlasy | Přímé hlasy | Přímé hlasy | Přímé hlasy | Hlasy pro kandidátku | Hlasy pro kandidátku | Hlasy pro kandidátku | Hlasy pro kandidátku | Mandáty | Mandáty |
| Strana | Strana | Počet       | %           | ±           | Mandáty     | Počet                | %                    | ±                    | Mandáty              | Celkem  | ±       |
| ------ | --- | ----------- | ----------- | ----------- | ----------- | -------------------- | -------------------- | -------------------- | -------------------- | ------- | ------- |
|        | Křesťanskodemokratická unie (CDU)                                                                          | 805 231     | 34,4        | ▲ 1,9       | 27          | 749 216              | 31,9                 | ▼ 0,2                | 14                   | 41      | ▼ 4     |
|        | Alternativa pro Německo (AfD)                                                                              | 794 176     | 34,0        | ▲ 5,5       | 28          | 719 274              | 30,6                 | ▲ 3,1                | 12                   | 40      | ▲ 2     |
|        | Spojenectví Sahry Wagenknechtové – Rozum a spravedlnost (BSW)                                              | 148 350     | 6,3         | nová        | –           | 277 173              | 11,8                 | nová                 | 15                   | 15      | nová    |
|        | Sociálnědemokratická strana Německa (SPD)                                                                  | 144 407     | 6,2         | ▼ 1,6       | –           | 172 002              | 7,3                  | ▼ 0,4                | 10                   | 10      | ▬       |
|        | Svaz 90/Zelení (Grüne)                                                                                     | 119 016     | 5,1         | ▼ 3,8       | 2           | 119 964              | 5,1                  | ▼ 3,5                | 5                    | 7       | ▼ 5     |
|        | Die Linke (DIE LINKE)                                                                                      | 149 120     | 6,4         | ▼ 5,9       | 2           | 104 888              | 4,5                  | ▼ 5,9                | 4                    | 6       | ▼ 8     |
|        | Svobodní voliči (Freie Wähler)                                                                             | 113 042     | 4,8         | ▲ 0,3       | 1           | 53 008               | 2,3                  | ▼ 1,1                | –                    | 1       | ▲ 1     |
|        | Svobodné Sasko (Freie Sachsen)                                                                             | 12 771      | 0,5         | nová        | –           | 52 195               | 2,2                  | nová                 | –                    | –       | nová    |
|        | Aktion Partei für Tierschutz (Tierschutz hier!)                                                            | –           | –           | N/A         | –           | 23 576               | 1,0                  | N/A                  | –                    | –       | N/A     |
|        | Svobodná demokratická strana (FDP)                                                                         | 33 644      | 1,4         | ▼ 3,2       | –           | 21 003               | 0,9                  | ▼ 3,6                | –                    | –       | ▬       |
|        | Partei für Arbeit, Rechtsstaat, Tierschutz, Elitenförderung und basisdemokratische Initiative (Die PARTEI) | 2 607       | 0,1         | ▼ 0,5       | –           | 19 870               | 0,8                  | ▼ 0,7                | –                    | –       | ▬       |
|        | Pirátská strana Německa (PIRATEN)                                                                          | –           | –           | ▬           | –           | 6 842                | 0,3                  | ▬                    | –                    | –       | ▬       |
|        | Bündnis Deutschland (Bündnis Deutschland)                                                                  | 972         | 0,0         | nová        | –           | 6 753                | 0,3                  | nová                 | –                    | –       | nová    |
|        | WerteUnion (WU)                                                                                            | 1 819       | 0,1         | nová        | –           | 6 469                | 0,3                  | nová                 | –                    | –       | nová    |
|        | Basisdemokratische Partei Deutschland (dieBasis)                                                           | 702         | 0,0         | nová        | –           | 4 483                | 0,2                  | nová                 | –                    | –       | nová    |
|        | Bündnis C – Christen für Deutschland (Bündnis C)                                                           | –           | –           | N/A         | –           | 4 368                | 0,2                  | N/A                  | –                    | –       | N/A     |
|        | V-Partei³ – Partei für Veränderung, Vegetarier und Veganer (V-Partei³)                                     | –           | –           | N/A         | –           | 3 286                | 0,1                  | N/A                  | –                    | –       | N/A     |
|        | Ökologisch-Demokratische Partei (ÖDP)                                                                      | 322         | 0,0         | ▬           | –           | 1 966                | 0,1                  | ▼ 0,2                | –                    | –       | ▬       |
|        | Bürgerrechtsbewegung Solidarität (BüSo)                                                                    | 752         | 0,0         | ▼ 0,1       | –           | 1 580                | 0,1                  | ▬                    | –                    | –       | ▬       |
|        | Team Zastrow – Bündnis Sachsen 24 (Team Zastrow)                                                           | 6 984       | 0,3         | nová        | –           | –                    | –                    | nová                 | –                    | –       | nová    |
|        | Lösungen für unsere Region sind mir wichtiger als Parteipolitik! (Lösungen für unsere Region)              | 2 152       | 0,1         | nová        | –           | –                    | –                    | nová                 | –                    | –       | nová    |
|        | WIR sind LEIPZIGER (WIR sind LEIPZIGER)                                                                    | 382         | 0,0         | nová        | –           | –                    | –                    | nová                 | –                    | –       | nová    |
|        | Partei des Fortschritts (PdF)                                                                              | 248         | 0,0         | nová        | –           | –                    | –                    | nová                 | –                    | –       | nová    |
|        | Samostatní kandidáti                                                                                       | 2 038       | 0,1         | –           | –           | –                    | –                    | –                    | –                    | –       | ▬       |
| Celkem | Celkem | 2 338 735   | 100         |             | 60          | 2 347 916            | 100                  |                      | 60                   | 120     | ▲ 1     |